# L'Ordre nouveau
L'Ordre nouveau era una rivista francese, uscita per la prima volta nel maggio 1933 a Parigi con l'ambizioso obiettivo di delineare i contorni di una nuova società “a misura d'uomo”.
Nacque attorno all'omonimo movimento di ispirazione personalista che la storiografia oggi raccoglie sotto il termine di "non conformisti degli anni '30".
Attorno a questa rivista, i cui esponenti più rappresentativi furono Robert Aron, Arnaud Dandieu, Alexandre Marc e Denis de Rougemont, si costituì un gruppo federalista che elaborò una concezione “integrale”, cioè non soltanto istituzionale, ma anche economica, sociale e filosofica del federalismo. L'ultimo numero della rivista fu pubblicato nel 1938.